# C. Lloyd Morgan
Conwy Lloyd Morgan, född den 6 februari 1852 i London, död den 6 mars 1936 i Hastings, var en brittisk djurpsykolog.
Morgan var föreläsare i zoologi i Kapstaden 1878–84 och därefter professor i psykologi och etik vid universitetet i Bristol, vars "principal" han länge var. Han var anhängare av Weismann och en av djurpsykologins grundläggare; han anställde en hel del systematiska försök med fågel- och däggdjursungar.
Morgan utgav bland annat Animal biology (1887; 5:e upplagan 1899), Animal life and intelligence (1890 f.), An introduction to comparative psychology (1894; 2:a upplagan 1903), Habit and instinct (1896), Animal behaviour (1900), och Instinct and experience (1912).
Morgans utvecklings filosofi, framställd i Emergent evolution (1923), Life, mind, and spirit (1925) och The emergence of novelty (1933) väckte åtskilligt intresse.